# Eucosma conterminana
The Lettuce Tortricid (Eucosma conterminana) là một loài bướm đêm thuộc họ Tortricidae. Nó được tìm thấy ở châu Âu, from vùng Baltic to the Kavkaz, in the Trans-Caucasus, Kazakhstan, Tiểu Á, from central châu Á to miền nam Siberia và in Trung Quốc và Mông Cổ.

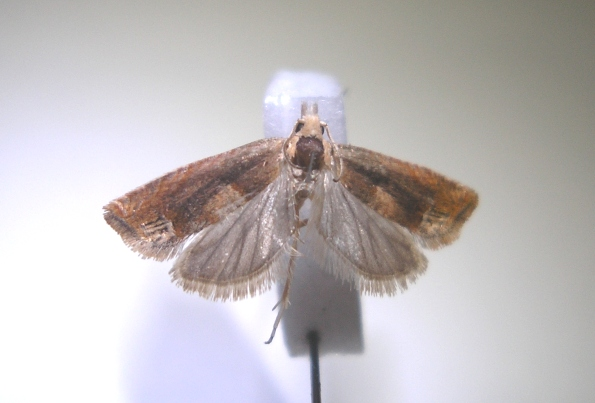
Mounted

Sải cánh dài 15–19 mm. Con trưởng thành bay từ tháng 7 đến tháng 8.
Ấu trùng ăn the Lactuca serriola, Lactuca vireola và other Lactuca species. 

## Hình ảnh

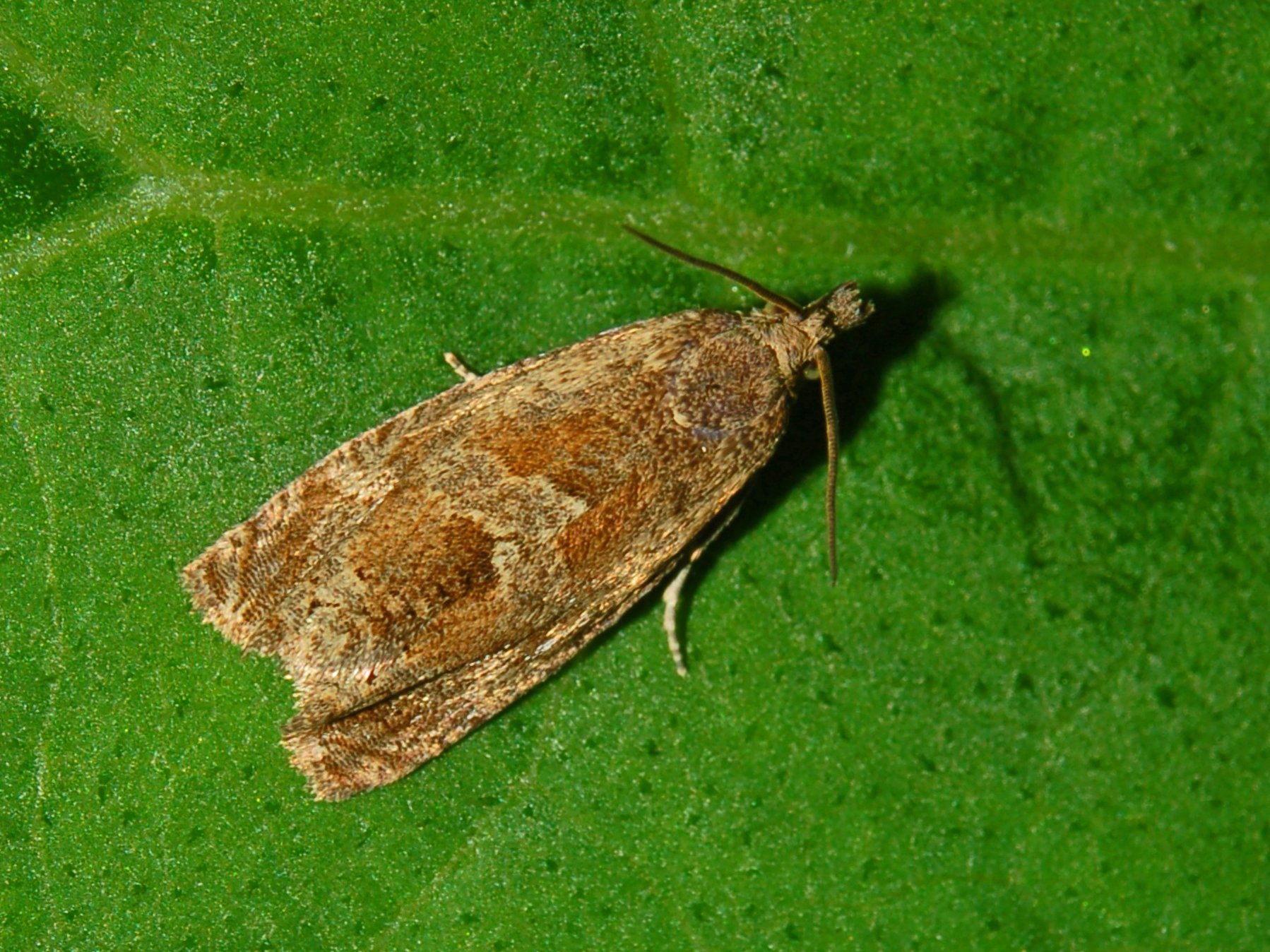
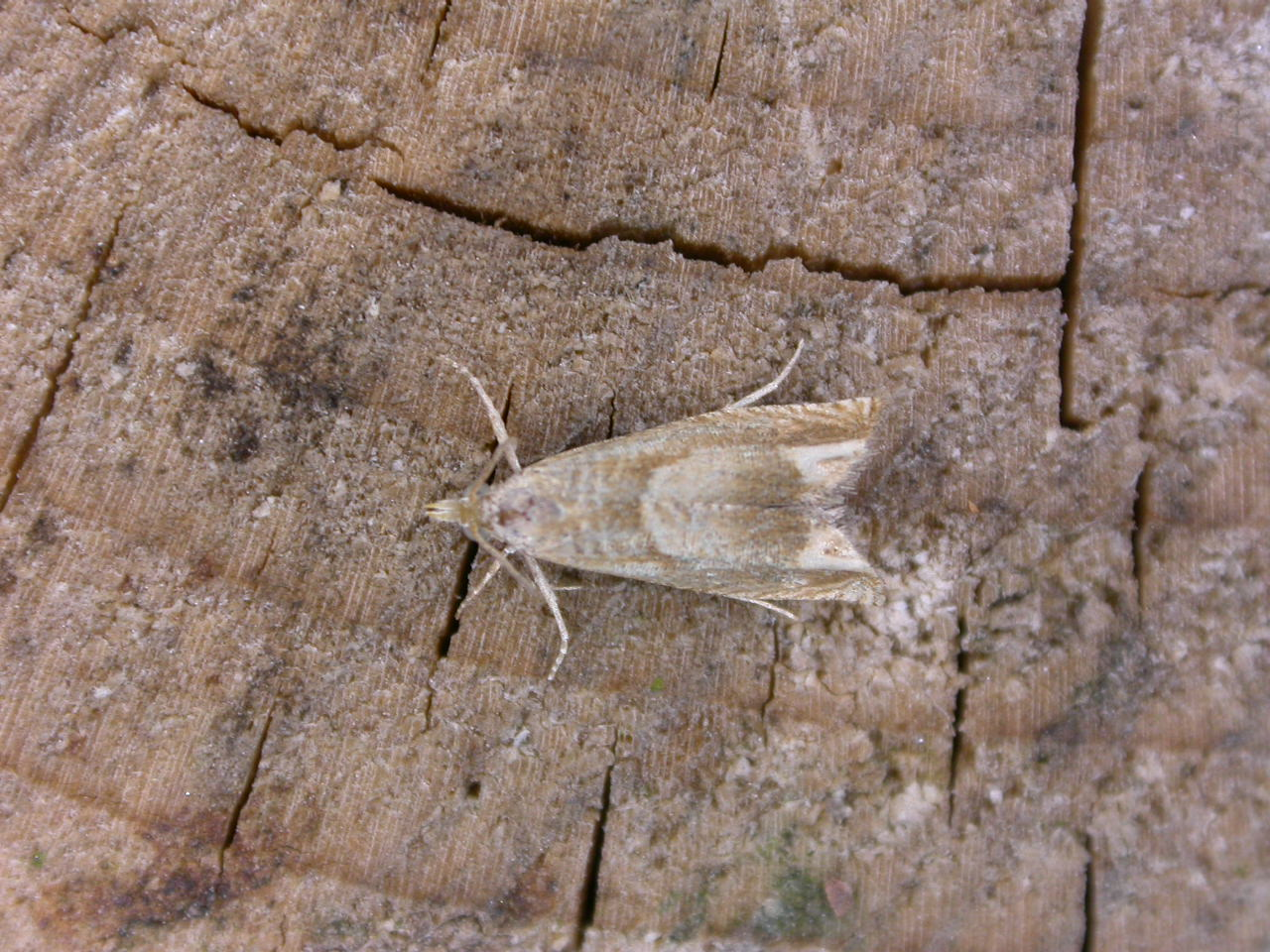